# Lex Iulia de civitate Latinis danda
De lex Iulia de civitate Latinis et sociis danda was een Romeinse wet van consul Lucius Julius Caesar op het einde van de bellum sociorum (90 v.Chr.).
Deze wet schonk het Romeins burgerrecht aan heel Latium en enkele van de socii. De nieuwe burgers werden echter in een beperkt aantal van de tribus van Rome ingedeeld, opdat ze niet te veel macht zouden krijgen in de comitia tributa.

## Antieke bronnen
- Appianus, Bellum Civile I 49.
- Aulus Gellius, Noctes Atticae IV 3.
- Cicero, Pro Bablus 21.
- Velleius Paterculus, Historia Romana II 16, 20.

## Referentie
- art. Lex Julia, in F. Lübker - trad. ed. J.D. Van Hoëvell, Classisch Woordenboek van Kunsten en Wetenschappen, Rotterdam, 1857, p. 536.